# Decemviri Legibus Scribundis Consulari Imperio (450 a.C.)
I Decemviri Legibus Scribundis Consulari Imperio costituirono il collegio eletto dai romani per la stesura di nuove leggi che regolassero l'ordinamento romano, ritenute necessarie a causa della decennale contrapposizione tra Patrizi e Plebei, e quindi tra Consoli e Tribuni della plebe, che rischiavano di nuocere allo sviluppo della città.

## 450 a.C.
Ritenuto che il comitato del 451 a.C. avesse ben operato, ma che non avesse ancora completato il proprio compito nella stesura delle nuove leggi necessarie all'ordinamento romano, patrizi e plebei si trovano d'accordo per eleggere un secondo comitato anche per il 450 a.C., nel quale il solo Appio Claudio Crasso fu l'unico decemviro ad essere rieletto.
Questo secondo collegio aggiunse due nuove leggi alle dieci dei loro predecessori, completando le leggi delle XII tavole (Lex Duodecim Tabularum), che hanno formato il nucleo della costituzione romana per parecchi secoli successivi.
Tuttavia, il comportamento di questo Decemvirato divenne sempre più violento e tirannico: ogni decemviro era assistito da dodici littori, che portavano i fasci con le asce anche all'interno della città (solo i consoli ed i dittatori erano assistiti da dodici littori e soltanto il dittatore poteva mostrare i fasci con le asce all'interno del pomerium), e contrariamente a quanto accaduto con il primo decemvirato, nessuno dei dieci consiglieri poteva opporsi alle decisioni dei colleghi, tanto che Marco Orazio Barbato ebbe a dire:
(Tito Livio, Ab urbe condita libri, Libro III, 39)
Quando il periodo d'attività del Decemvirato ebbe termine, i decemviri rifiutarono di lasciare l'incarico e di permettere ai loro successori di entrare in carica, mantenendo di fatto il potere derivante dalla propria magistratura, anche per l'inerzia dei Senatori, ancora rancorosi nei confronti della plebe, a causa delle azioni che i tribuni della plebe avevano condotto a danno dei patrizi.
In quel frangente, contando sulla discordia interna alla città, i Sabini devastarono le campagne romane senza trovare alcuna resistenza, come gli Equi, devastarono quelle di Tusculum. Fu quindi indetta dai decemviri la leva cittadina che riuscì solo per l'inerzia del Senato, che non si oppose alle decisioni di magistrati, di fatto non più eletti, e due eserciti furono mandati incontro ai nemici, sotto il comando dei decemviri.
Il malumore della plebe, cui era stato tolta ogni protezione dalla mancata elezione dei tribuni, e dal divieto di appello alle decisioni dei decemviri, accrebbe a causa di due episodi che videro vittime due componenti del loro ordine: Lucio Siccio Dentato e Verginia, a seguito dei quali i due eserciti abbandonarono il campo, e tornarono a Roma, prima sull'Aventino, poi sul monte Sacro, minacciando di abbandonare Roma.
(Tito Livio,  Ab urbe condita libri, Libro III, 52)
Solo sotto la minaccia di una nuova secessione, i Senatori recuperarono le proprie prerogative, portando avanti i negoziati con i secessionisti, giacché i decemviri, largamente impopolari tra la plebe, temevano per la propria vita. Al termine dei negoziati, i decemviri furono convinti a rinunciare al proprio magistrato, furono indette le elezioni dei tribuni della plebe, e dopo un breve interregno, anche quelli dei consoli.

## Elenco dei decemviri
- Appio Claudio Crasso;
- Marco Cornelio Maluginense;
- Marco Sergio Esquilino;
- Lucio Minucio Esquilino Augurino;
- Quinto Fabio Vibulano;
- Quinto Petelio Libone Visolo;
- Tito Antonio Merenda;
- Cesone Duilio Longo;
- Spurio Oppio Cornicene;
- Manio Rabuleio.